# Route nationale 5 (Estonie)
Pour les articles homonymes, voir Route nationale 5.
La route nationale 5 (Põhimaantee 5) est une route nationale estonienne reliant Pärnu à Sõmeru. Elle mesure 184,3 km.

## Tracé

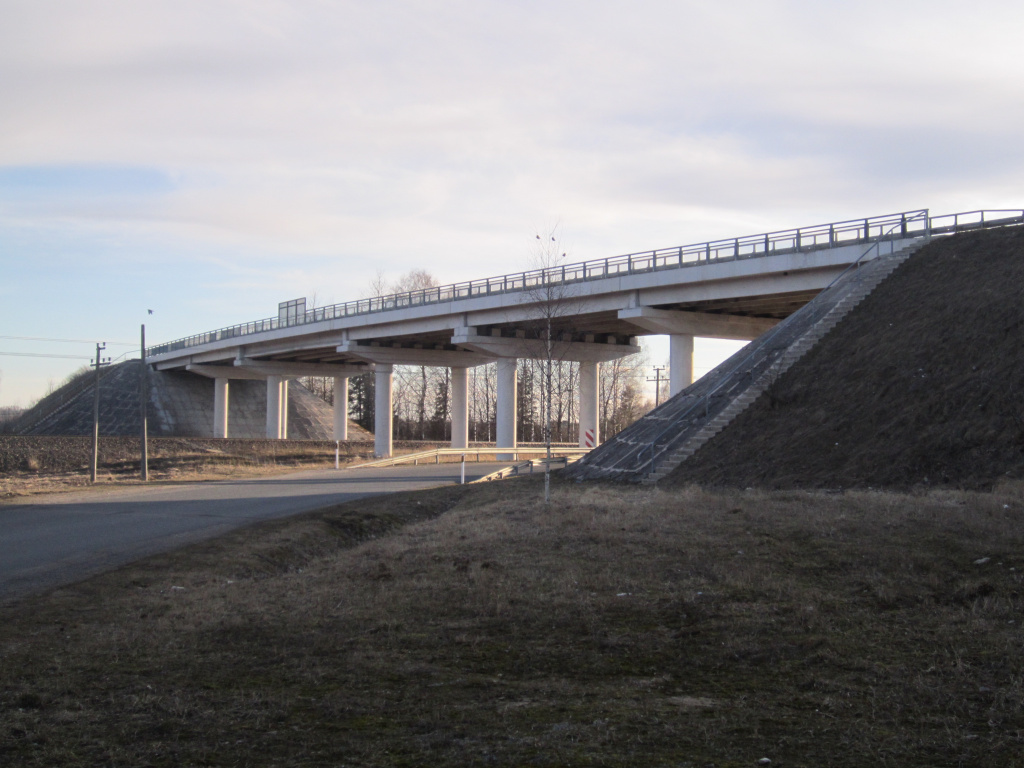
Viaduc de Kadrina.

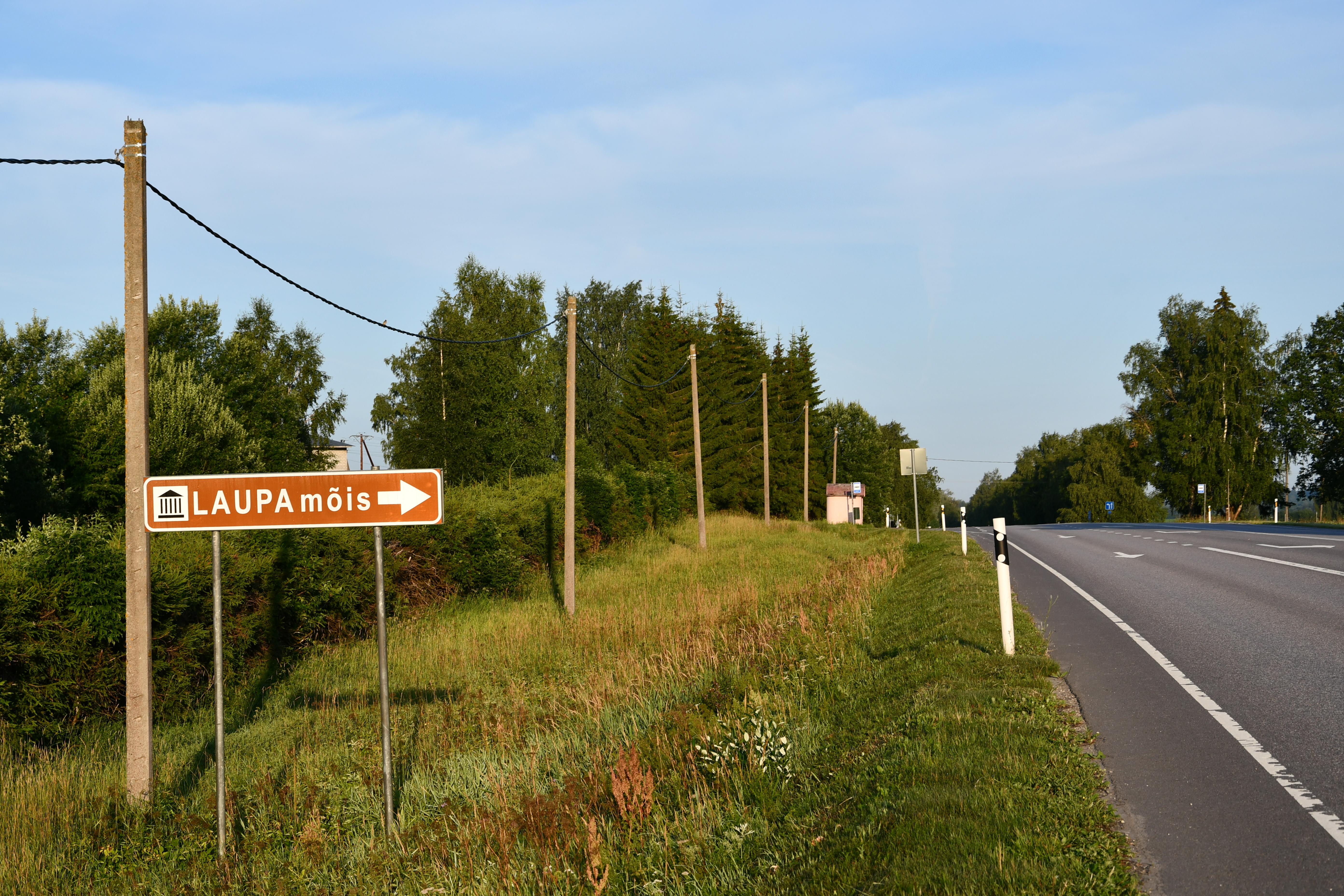
La route nationale 5 à Laupa.

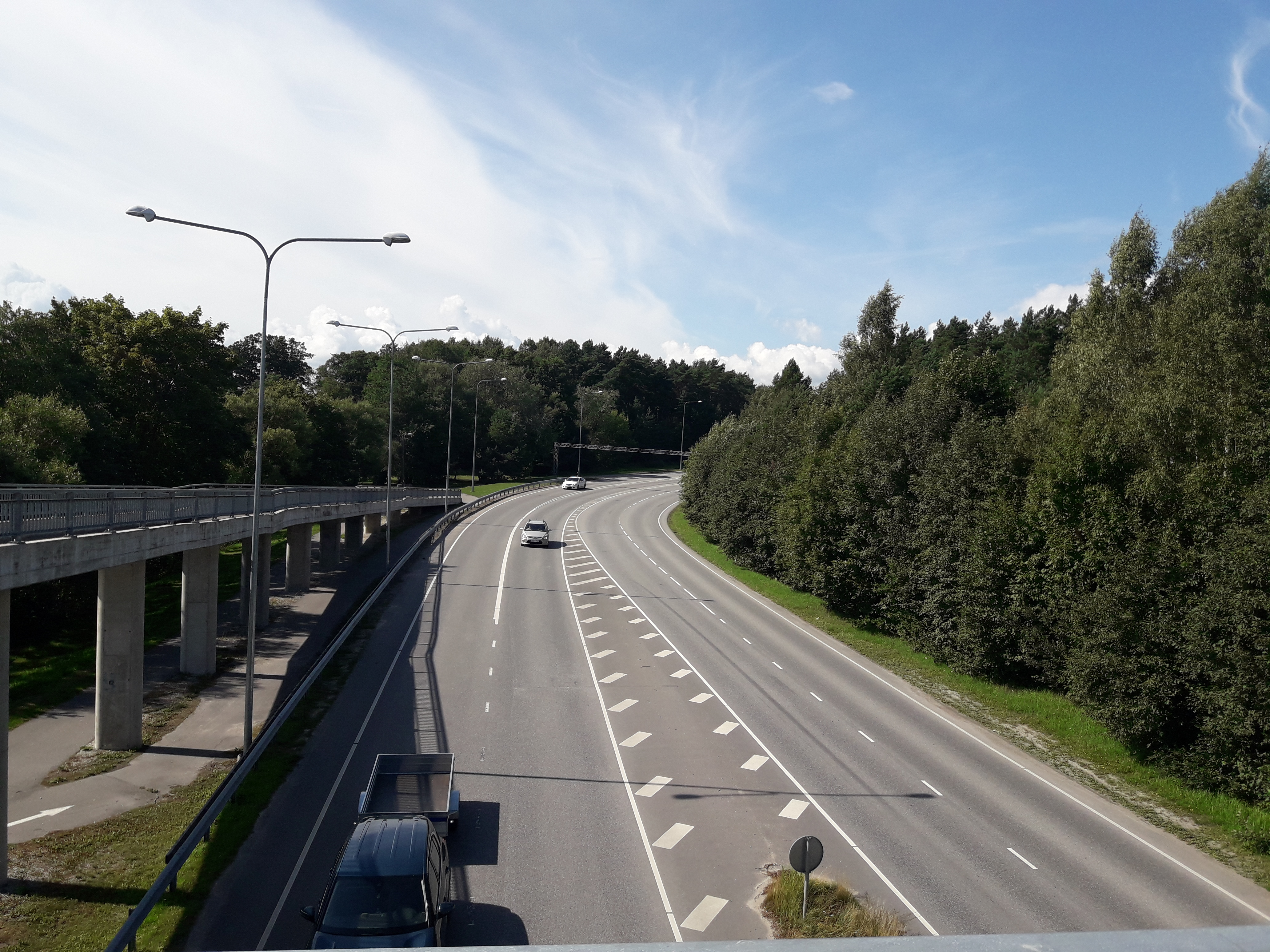
Tammiste tee à Pärnu vue du pont Papiniidu.

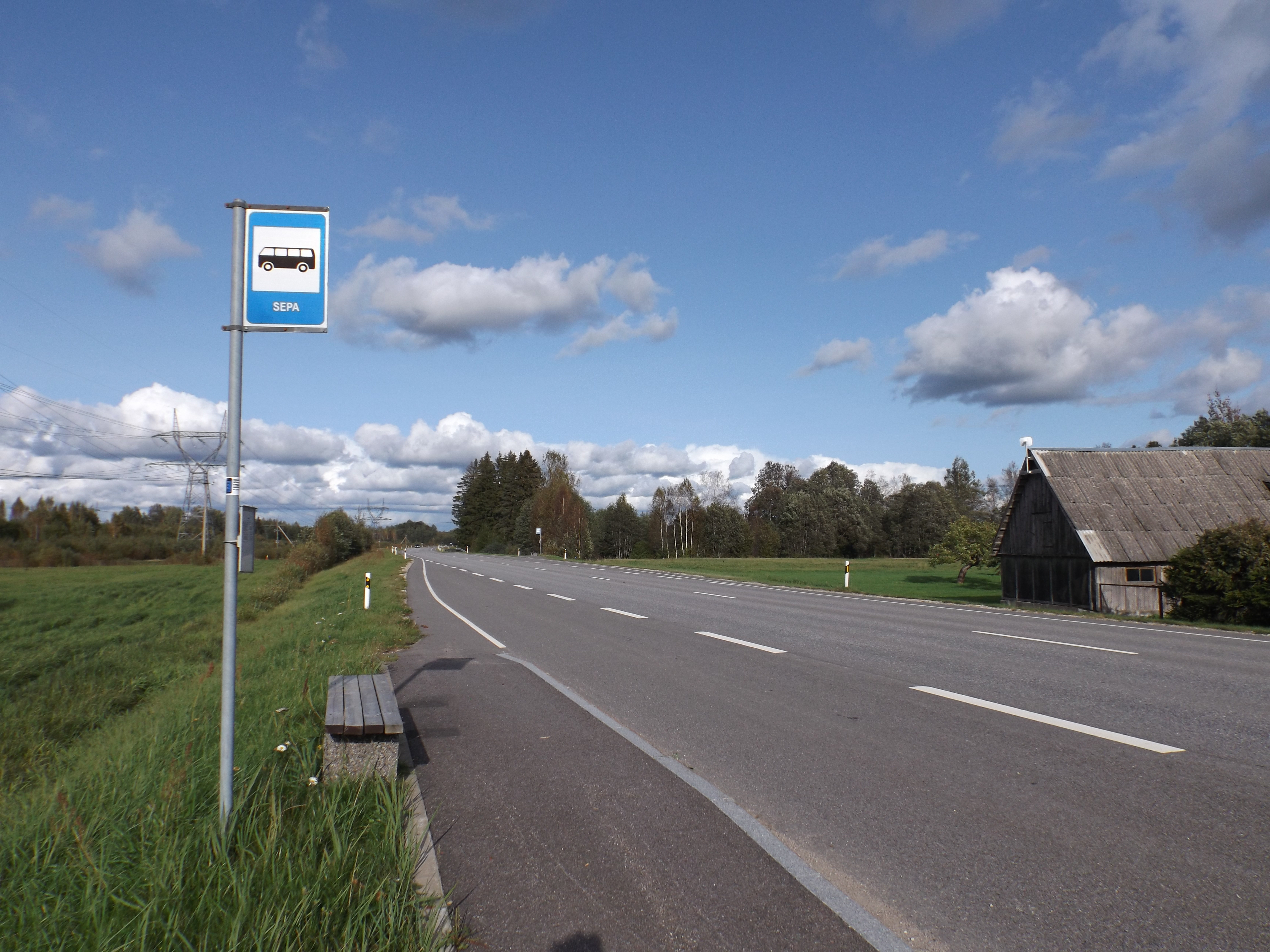
La route à Kiisa.

| Comté               | Ville |
| ------------------- | ----- |
| Comté de Pärnu      |       |
| Pärnu               |       |
| Tammiste            |       |
| Pulli               |       |
| Selja               |       |
| Aluste              |       |
| Vaki                |       |
| Vändra              |       |
| Kadjaste            |       |
| Comté de Järva      |       |
| Laupa               |       |
| Türi                |       |
| Türi-Alliku         |       |
| Kirna               |       |
| Reopalu             |       |
| Paide               |       |
| Mäo                 |       |
| Roosna-Alliku       |       |
| Ahula               |       |
| Aravete             |       |
| Käravete            |       |
| Ambla               |       |
| Comté de Viru-Ouest |       |
| Jootme              |       |
| Tapa                |       |
| Moe                 |       |
| Udriku              |       |
| Kadrina             |       |
| Hulja               |       |
| Rakvere             |       |
| Piira               |       |
| Ussimäe             |       |
| Sõmeru              |       |